# Campo de Robledo

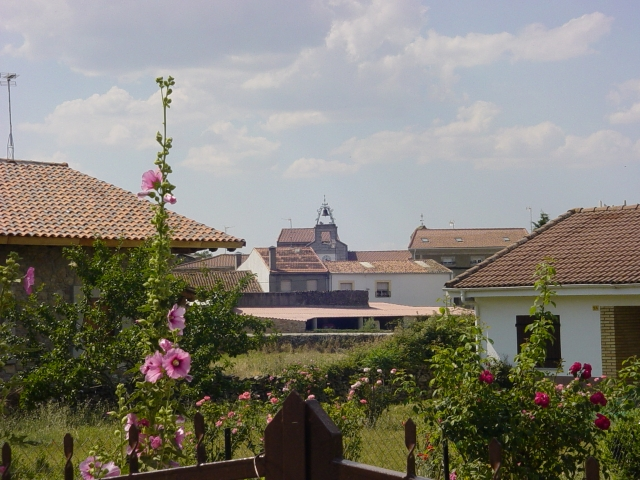
Vista de Casillas de Flores.

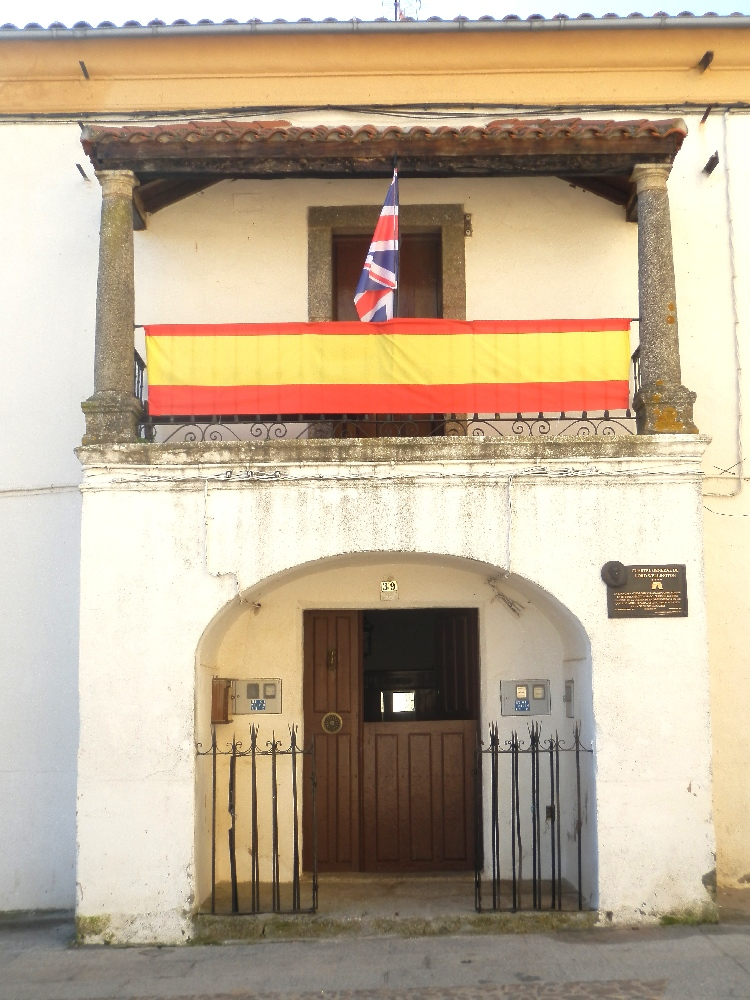
Casa onde morou Lord Wellington durante a guerra, em Fuenteguinaldo.

O Campo de Robledo é uma subcomarca da comarca de Cidade Rodrigo, na província de Salamanca (Castela e Leão, ES). Os seus limites não se correspondem com uma divisão administrativa, mas com uma demarcação histórico-tradiocional e também geográfica.

## Geografia

### Demarcação
Compreende 10 concelhos: El Bodón, Casillas de Flores, La Encina, Fuenteguinaldo e Pastores, aos que devemos adicionar El Payo, Navasfrías, Peñaparda, Robleda e Villasrubias, que também pertencen a esta demarcação, mas dentro da subcomarca de El Rebollar.